# Salvaterra (Pará)
Salvaterra is een gemeente in de Braziliaanse deelstaat Pará. De plaats ligt op het eiland Marajó. De gemeente telt 18.124 inwoners (schatting 2009).

## Aangrenzende gemeenten
De gemeente grenst op het eiland Marajó aan Soure en Cachoeira do Arari.
Over het water van de baai Baía de Marajó grenst de gemeente aan Colares.